# Gopnyik

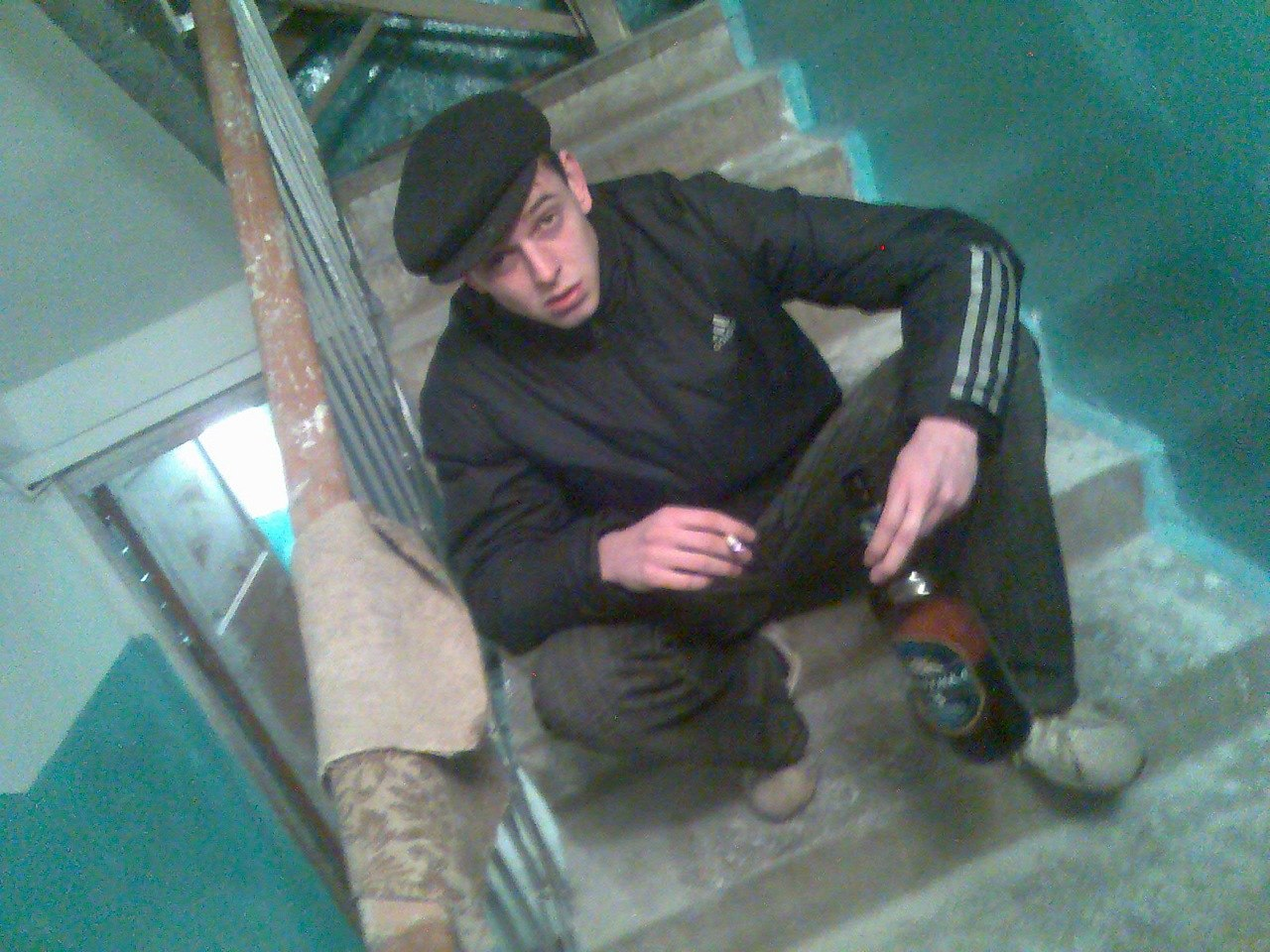
Jellegzetes gopnyik egy hruscsovkában

A gopnyik sztereotípia és szubkultúra Oroszországban, Ukrajnában, Fehéroroszországban és más volt szovjet köztársaságokban, alacsonyabb társadalmi osztályú (általában 25 éves kor alatti) külvárosi fiatal férfiakra utal, akik alacsony iskolai végzettségű és jövedelemmel rendelkező családokból származnak. A női forma a gopnyica, és a kollektív főnév gopota. A gopnyikok szubkultúrája a késő orosz birodalomban gyökerezik, és a 20. század folyamán alakult ki a Szovjetunió számos városában. A 2010-es évek végétől kezdve a szubkultúra nagyrészt elhalványult, bár Oroszországban is léteznek gopnyikokra emlékeztető fiatalok bandája. A gopnyik szónak több eredetét feltételezik. Az egyik a гоп (hopp) ugráshoz, ütéshez kapcsolódását gondolják, így szerepel Vlagyimir Dal értelmező szótárában. A másik magyarázat szerint a GOP egy rövidítés amely szerint ez egy szervezet neve volt a Городское общество призрения (Városi Felügyeleti Közösség) amelynek a feladata a felügyelet nélküli, azaz az utcagyerekek pártfogása volt, vagy Городское общежитие пролетариата A proletariátus városi szállása. A harmadik magyarázat szerint a gopaty „gopálni” az 1860-as években a tolvajnyelvben csavargást jelentett. Még korábban – 1842-ben –  maga Vlagyimir Dal jegyezte fel, hogy ez a szó az utcán való éjszakázást jelenti.

## Sztereotip megjelenés és viselkedés

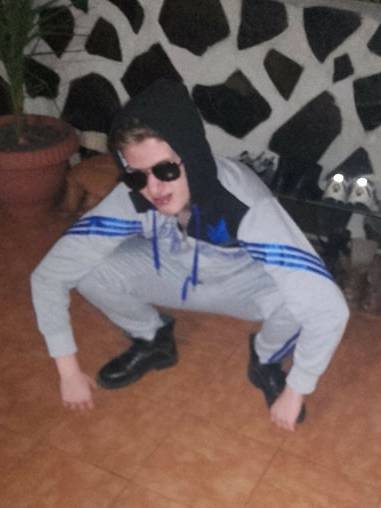
Gopnyik szláv guggolva

A gopnyikokat gyakran látni guggolva csoportokban, amit „törvényszéknek” is neveznek, vagy más szóval  „csinálják a rákot” panelházak vagy iskolák előtt. A guggolás fontos része, hogy a sarok érinti a talajt. Ezt az orosz börtönkultúrának tulajdonítják be. Egy berögzült viselkedésnek tekintik, mely annak érdekében alakult ki, hogy a rabok ne a hideg talajon üljenek. 
A gopnyikokat gyakran látni Adidas vagy Puma melegítőben, amelyeket az 1980-as moszkvai olimpia szovjet csapata tett népszerűvé. Szokásukhoz tartozik még továbbá a szotyizás különösen Ukrajnában és Oroszországban. A gopnyikok lapos sapkával és Adidas hátizsákot viselve is láthatók. 
A gopnyikokhoz gyakran kapcsolódik az olcsó alkohol, például gyenge minőségű vodka vagy világos sör, olcsó cigaretta és néha lőfegyver. Jellemző rájuk az olyan trágár szavak használata, mint a „pizda”, „bljaty”, „szuka” és a durva viselkedés. 
A gopnyik sztereotípia asszociálva van az orosz sanzonzenével, különös tekintettel a hardbassre.

## Fordítás
Ez a szócikk részben vagy egészben  a   Gopnik című angol Wikipédia-szócikk ezen változatának fordításán alapul.  Az eredeti cikk szerkesztőit annak laptörténete sorolja fel. Ez a jelzés csupán a megfogalmazás eredetét és a szerzői jogokat jelzi, nem szolgál a cikkben szereplő információk forrásmegjelöléseként.